# 下橫山
下橫山，是臺灣臺中市大雅區的一個傳統地域名稱，位於該區西南部。相較於今日行政區，其範圍大致與橫山里相近。

## 歷史
台灣清治末期至日治初期，下橫山地區為一街庄，稱為「下橫山庄」，隸屬於捒東下堡。該庄西北與南勢坑庄、北勢坑庄為鄰，東北與上橫山庄、垻雅街為鄰，東南邊為四塊厝庄、八張犁庄，西南邊為林厝庄。
1901年（日治明治三十四年）11月，全台廢縣廳改設二十廳，該庄隸屬於臺中廳。1903年（明治三十六年）6月，該庄編入「埧雅區」，仍隸屬於臺中廳。1909年（明治四十二年）10月，合併二十廳為十二廳，埧雅區隸屬不變。1920年（大正九年），全台地方制度大改正，廢十二廳改設五州二廳，該庄改制並雅化為「下橫山」大字，隸屬於臺中州豐原郡大雅庄。
戰後大雅庄改制為大雅鄉，隸屬於臺中縣，大字亦改制為村。1950年10月，中、彰、投分治，大雅鄉仍隸屬臺中縣。2010年12月，臺中縣市合併為直轄臺中市，大雅鄉改制為大雅區，村亦改制為里。

## 聚落
本地區有下新厝、下橫山等聚落。

## 交通
市道125號（永和路）是大雅區至鳥日區成功的道路，大致以東北－西南走向轉北向南蜿蜒經過下橫山地區中部偏東地帶。由該道路向東北可前往大雅市區中部並止於省道台1乙線路口，向南可前往西屯、南屯、烏日並止於省道台1乙線另一路口。
市道127號（中山路）是大雅至霧峰的道路，大致以北偏東－南偏西走向轉北偏西－南偏東走向再轉北偏東－南偏西走向經過本地區東端。由該道路向北偏東可前往四塊厝並止於省道台1乙線路口，向南偏西可前往西屯、南屯、烏日、霧峰並止於省道台3線路口。
區道中71線（東大路二段）是清泉至普濟寺的道路，其南側端點位於本地區西部台中興農高爾夫球場東側的區道中76線路口。由此向北偏東轉北北西出境後，可前往上橫山西部、十三寮西部、公館地區中部偏南並止於省道台10線路口。
區道中75線（東海路）是清泉至忠義的道路，其南側端點位於本地區西南部大雅區與西屯區交界處。由此向北偏東轉東北再轉北偏西出境後，可前往上橫山西端、竹林東部邊界地帶中段、十三寮北部邊界地帶西側並止於區道中71線路口。
區道中76線（科雅一路、通山路、永和路三甲巷、永和路、振興路）是大肚山至橫山的道路，其西側端點原本位於本地區西部台中興農高爾夫球場東側鐵門前的區道中76線路口。由此向東南東繞大彎轉南再繞大彎轉東南東至科雅一路、科雅西路路口，現該路段已因興建中科台積電廠商而中斷，可通行起點已移至後者路口。由此向東南東沿科雅一路而行，過科雅路路口接通山路蜿蜒而行，至永和路三甲巷巷口轉北北東沿該巷蜿蜒而行，至市道125號（永和路）轉東北與其共線約30公尺至振興路路口，轉東偏南沿該路蜿蜒獨行，可前往本地區東南端並止於市道127號路口。
區道中77線（上山路）是神岡至橫山的道路，其南側端點位於本地區東北端市道125號路口。由此向西北西出境後可前往上橫山、十三寮、埔子墘、山皮、圳堵西南端、神岡市區西北側並止於區道中79線路口。

## 產業
- 中部科學工業園區（部分）